# Astrocaryum paramaca

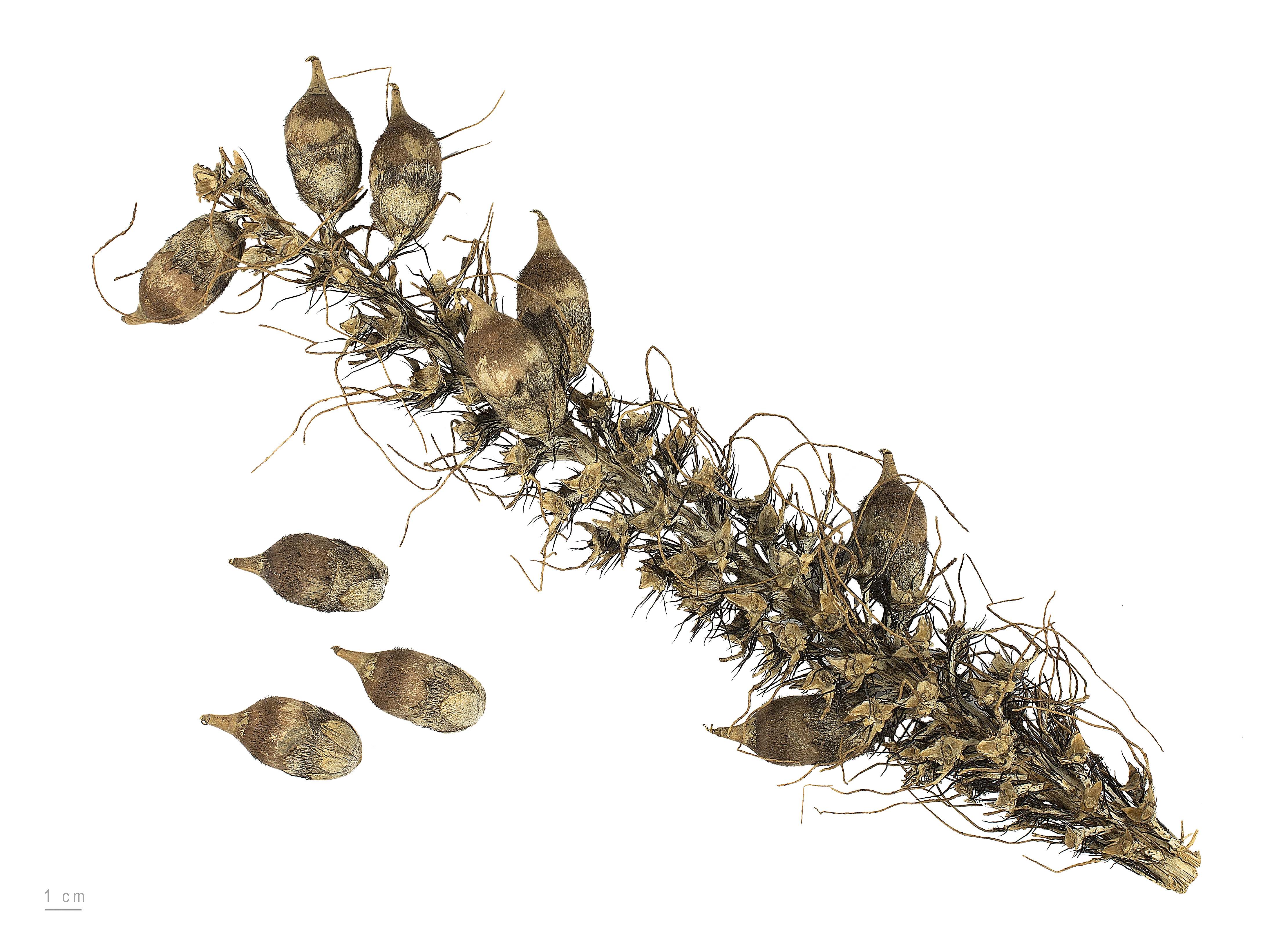
Astrocaryum paramaca

Astrocaryum paramaca är en enhjärtbladig växtart som beskrevs av Carl Friedrich Philipp von Martius. Astrocaryum paramaca ingår i släktet Astrocaryum och familjen Arecaceae. Inga underarter finns listade i Catalogue of Life.